# Franko Nakić
Franko Nakić (Šibenik, 9. lipnja 1972.) je bivši grčki i hrvatski košarkaš. Igrao je na mjestu krila. Ima i grčko državljanstvo (nastupao je pod imenom Φράνκο Νάκιτς). Visine je 200 cm. Igrao je u Euroligi sezone 1998./99. za njemački klub ALBU iz Berlina.
Sin je poznatog hrvatskog vaterpolskog treneraMile Nakića koji je dugo godina radio u Grčkoj.
U karijeri je još nastupao za grčkog velikana Olympiacosa, Iraklis, talijanski Basket Livorno, Olympiu Larissu,  Aris Thessaloniki te za još nekoliko grčkih lokalnih klubova.